# Einback

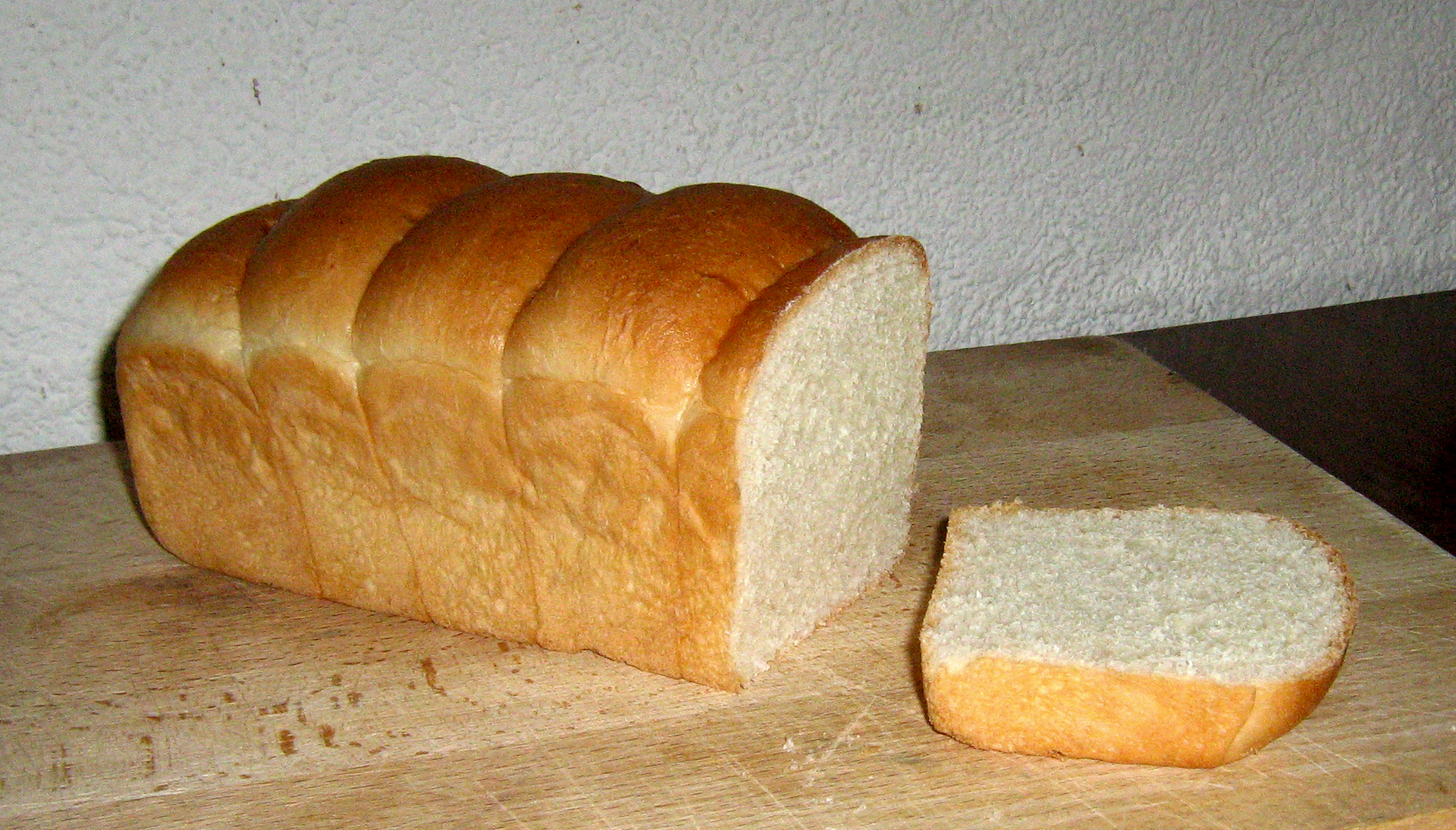
In der Form gebackener Einback

Einback ist ein Gebäck aus einem leichten, süßen Hefefeinteig, der als Zwischenprodukt für die Herstellung von Zwieback dient. Man kann ihn aber auch unverarbeitet essen. Einback wird hauptsächlich industriell hergestellt und zu Zwieback weiterverarbeitet, von manchen Bäckern aber für die häusliche Zwiebackbereitung oder zum direkten Genuss auch frisch angeboten. Einback ist ein typisches Backwerk aus Schlesien.

## Beschreibung
Einback entsteht aus einem süßen, milchhaltigen Hefeteig mit etwa 6–10 Teilen Fett auf 100 Teile Mehl. Man arbeitet aus dem Teig kleine Stücke auf und setzt diese dann dicht aneinander, wodurch beim Backen ein eingekerbter Laib entsteht. Bei der Herstellung von Einback, der frisch verzehrt bzw. verkauft werden soll, wird der Laib freigeschoben gebacken. Für die Herstellung von Zwieback ist es auch möglich, ihn in offenen oder geschlossenen Formen oder die Teigstücke einzeln auf dem Blech zu backen.
Freigeschoben gebackener Einback ist meist ein länglicher Laib mit quer verlaufenden Kerben, der dadurch entsteht, dass die Teigstücke in einer Reihe aneinander gelegt werden – diese Form ist daher auch als „Reihenweck“ bekannt. Es kommen aber auch andere Formen vor; in der Stadt Bremen und dem Umland wird der Einback ähnlich einer Bienenwabe zusammengesetzt, so dass die einzeln abreißbaren Stücke sechseckige Form haben.